# داستین کوریا
داستین کوریا (انگلیسی: Dustin Corea؛ زادهٔ ۲۱ مارس ۱۹۹۲) یک بازیکن فوتبال اهل السالوادور است.
وی همچنین در تیم ملی فوتبال السالوادور بازی کرده است.